# Австралийско-аргентинские отношения
Австралийско-аргентинские отношения — двусторонние дипломатические отношения между Австралией и Аргентиной. Государства являются членами Кернской группы, Форума сотрудничества Восточной Азии и Латинской Америки, Большой двадцатки и Всемирной торговой организации.

## История
Государства установили дипломатические отношения вскоре после окончания Второй мировой войны. В декабре 1959 года страны согласились открыть постоянные дипломатические представительства. В 1962 году Аргентина открыла дипломатический офис в Сиднее. В 1963 году Аргентина преобразовала свой дипломатический офис в посольство и переместила его в Канберру. В 1964 году первый австралийский посол вручил верительные грамоты в Буэнос-Айресе.
Во время Фолклендской войны (апрель-июнь 1982 года) между Аргентиной и Великобританией Австралия приняла сторону британцев и ввела санкции против всего импорта из Аргентины, отказавшись от него. Отношения между Аргентиной и Австралией постепенно нормализовались после окончания Фолклендской войны. В июле 1986 года президент Аргентины Рауль Альфонсин стал первым главой государства, посетившим Австралию. Более десяти лет спустя, в марте 1998 года, президент Аргентины Карлос Менем также совершил государственный визит в Австралию. Скотт Моррисон был первым премьер-министром Австралии, посетившим Аргентину во время саммита G-20 в Буэнос-Айресе в 2018 году.

## Визиты на высоком уровне
Из Аргентины в Австралию:

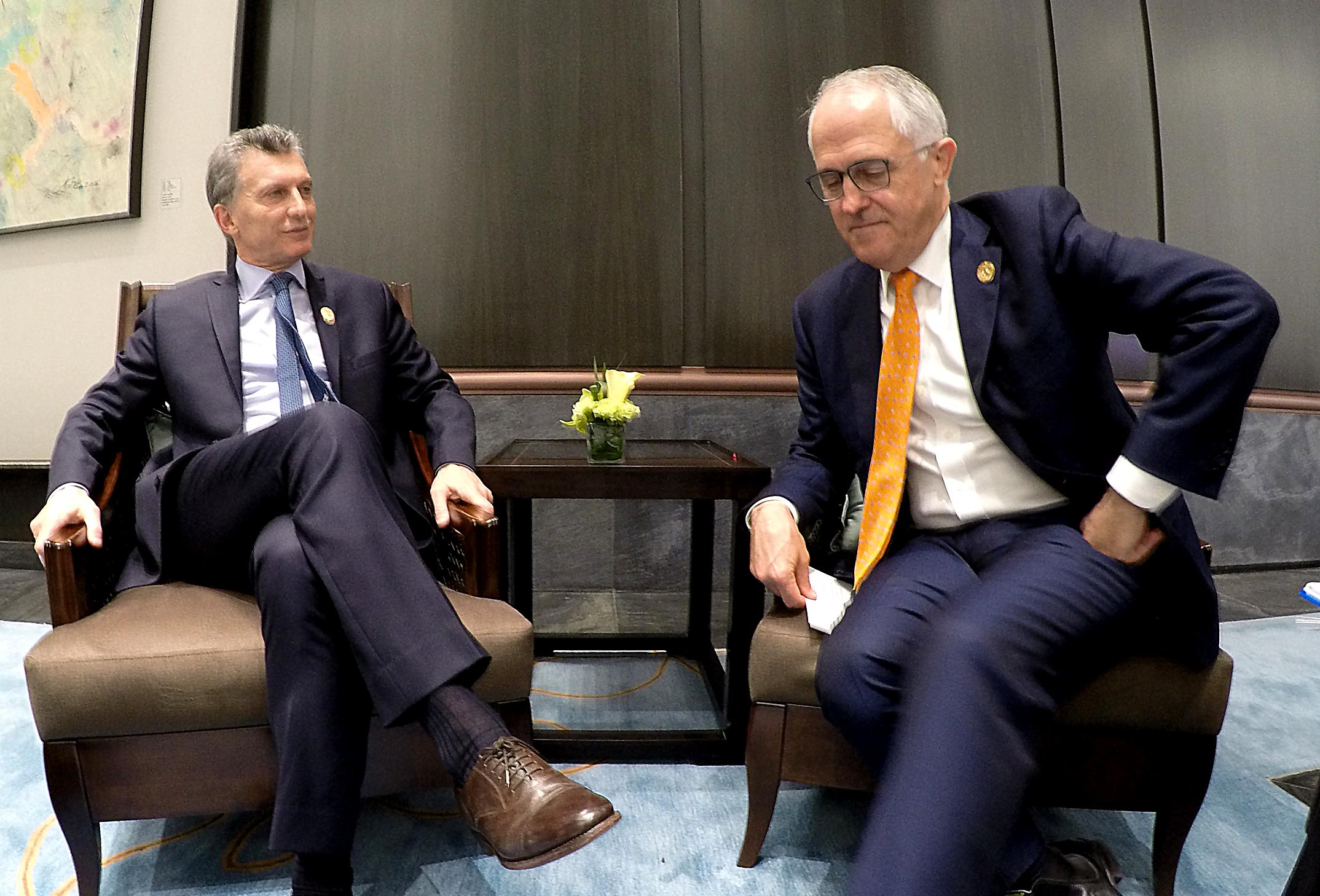
Президент Аргентины Маурисио Макри и премьер-министр Австралии Малкольм Тёрнбулл на саммите G-20 в Гуанчжоу в сентябре 2016 года.

- Президент Рауль Альфонсин (1986 год);
- Президент Карлос Менем (1998 год);
- Вице-президент Габриэла Микетти (2017 год).

Из Австралии в Аргентину:
- Генерал-губернатор Питер Косгроув (2016 год);
- Премьер-министр Скотт Моррисон (2018 год).

## Двусторонние соглашения
Между государствами подписано несколько двусторонних соглашений, таких как: Договор об экстрадиции (1990 год); Соглашение о взаимной помощи по уголовным делам (1993 год); Соглашение о защите инвестиций (1997 год); Соглашение о торговле полезными ископаемыми и инвестициях (1998 год); Соглашение об избежании двойного налогообложения (2000 год); Соглашение по науке и технике (2003 год); Соглашение о воздушных сообщениях (2005 год); Соглашение о рабочих и отпускных визах (2011 год); Соглашение о сотрудничестве в области использования ядерной энергии в мирных целях (2005 год) и Меморандум о взаимопонимании, Соглашение об образовании, подготовке кадров и исследованиях (2017 год).

## Туризм
В 2016 году 52 996 граждан Австралии посетили Аргентину с целью туризма. За тот же период Австралию посетили 18 775 граждан Аргентины.

## Торговля
В 2016 году объём товарооборота между государствами составил сумму 1,076 млрд австралийских долларов. Экспорт Аргентины в Австралию: корма для животных, транспортные средства, семена масличных культур, масличные фрукты, растительные масла и жиры. Экспорт Австралии в Аргентину: уголь, сырые растительные вещества, железнодорожные транспортные средства и кожу. Более 50 австралийских компаний представлены в Аргентине. С 2016 года австралийские фирмы инвестировали в экономику Аргентины около 1 миллиарда австралийских долларов.

## Дипломатические представительства
- Австралия имеет посольство в Буэнос-Айресе[6];
- У Аргентины имеется посольство в доме Джона Макьюэна в Канберре[7] и генеральное консульство в Сиднее[8].